# 蟾酥
蟾酥（せんそ、英語：dried toad venom、ラテン語：Venenum Bufonis）とは生薬のひとつ。アジアヒキガエルやヘリグロヒキガエルの耳腺分泌物、皮膚腺分泌物を集め、乾燥させたもの。

## 概要
漢字の「蟾」はヒキガエル、「酥」は牛や羊の乳から取る脂肪や、それに類似するものをいう。
主な有効成分は強心性ステロイドでブファリン（bufalin）、レジブフォゲニン（resibufogenin）、シノブファギン（cinobufagin）、ブフォタリン（bufotalin）、シノブフォタリン（cinobufotalin）、ガマブフォタリン（gamabufotalin）等、またインドール塩基のセロトニン（serotonin）等を含む。有効成分はアルコールや油脂に溶解するので、粉砕してエタノールや白酒に浸し、溶解して用いる。
中国の『中華人民共和国薬典』に収載。日本薬局方では毒薬とされている。常用量は1日2〜5mg、極量は1日15mg。
生薬としては、多くはやや艶のある赤褐色から黒褐色で、上面が凸レンズ状にふくれ、下面が凹んだ円盤状に成型され、団蟾酥と称する。中央に穴をあけ麻紐を通し、5個ほどを1連として吊るしていることが多かった。他に板状に乾かした後、不規則なフレーク状に割ったものもあり、片蟾酥と称する。表面に水滴をたらすと、水分を含んで乳白色に変化する。
味は、はじめは甘く刺激性があり、後に持続性の麻痺感を生ずる。臭いはあまり無いが、わずかに生臭さがある。皮膚、粘膜などに長く接触すると、痛みを感じ、発泡する。
生産地は、中華人民共和国の江蘇省、河北省、遼寧省、山東省などの各地。多くは夏と秋にアジアヒキガエルやヘリグロヒキガエルを捕獲、または養殖して洗浄し、白い分泌物を集める。

## 薬理
薬理作用は、強心作用、血圧降下作用、冠血管拡張作用、胃液分泌抑制作用、局所麻痺作用、抗炎症作用等がある。

## 利用
強心剤として使われる生薬にジギタリス（キツネノテブクロ）がある（日本薬局方からは2005年に削除）が、それに比べ蓄積性が無いという利点がある。また、牛黄が上薬に分類されているのに対し蟾酥は下薬に分類されている。
蟾酥を用いた和漢薬には六神丸などがある。
なお、民間薬で傷薬として用いられる「蝦蟇の油」は、実際は本品でなく、動物の脂肪から取った油、もしくは植物のガマの油であったとされる。